# Groundation
Groundation är en reggaegrupp från Kalifornien, bildad 1998. Gruppen har med sin nydanande stil fått många fans världen över. Bandet har sin grund i den traditionella roots reggaen, men blandar också in mycket jazz i musiken. Likheter finns med det svenska reggaebandet Kultiration.
Debutskivan Young Tree kom 1999, och gästades av flera stora reggaeartister. Skivan anses som en av de verkligt få konceptproducerade reggaealbumen.
Sångaren Harrison Stafford utmärker sig med sitt speciella sätt att sjunga.

## Medlemmar
Nuvarande medlemmar
- Harrison Stafford – sång, gitarr (1998– )
- Marcus Urani – keyboard (1998– )
- Ryan Newman – basgitarr (1998– )
- David Chachere – trumpet (2000– )
- Te Kenawa Haereiti (aka. Rufus) – trummor (2008– )
- Kim Pommell – körsång (2006– )
- Sherida Sharpe – körsång
- Daniel Wlodarczyk – trombon
- Jason Robinson – saxofon, flöjt

Tidigare medlemmar
- Paul Spina – trummor (2001–2008)
- James Stafford – trummor (1998–2001)
- Shawna Anderson – körsång (1999–2004)
- Adaria Armstrong – körsång (2004)
- Jeannine Guillory – körsång (2005)
- Ekua Impraim – körsång (2005)
- Ikesha Johnson – körsång (2006)
- Benjamin Krames – slagverk (2007)
- Kelsey Howard – trombon (2000–2012)
- Kerry-Ann Morgan – körsång (2006–2012)
- Mingo Lewis Jr. – slagverk (2003–2007, 2007–2013)

## Diskografi

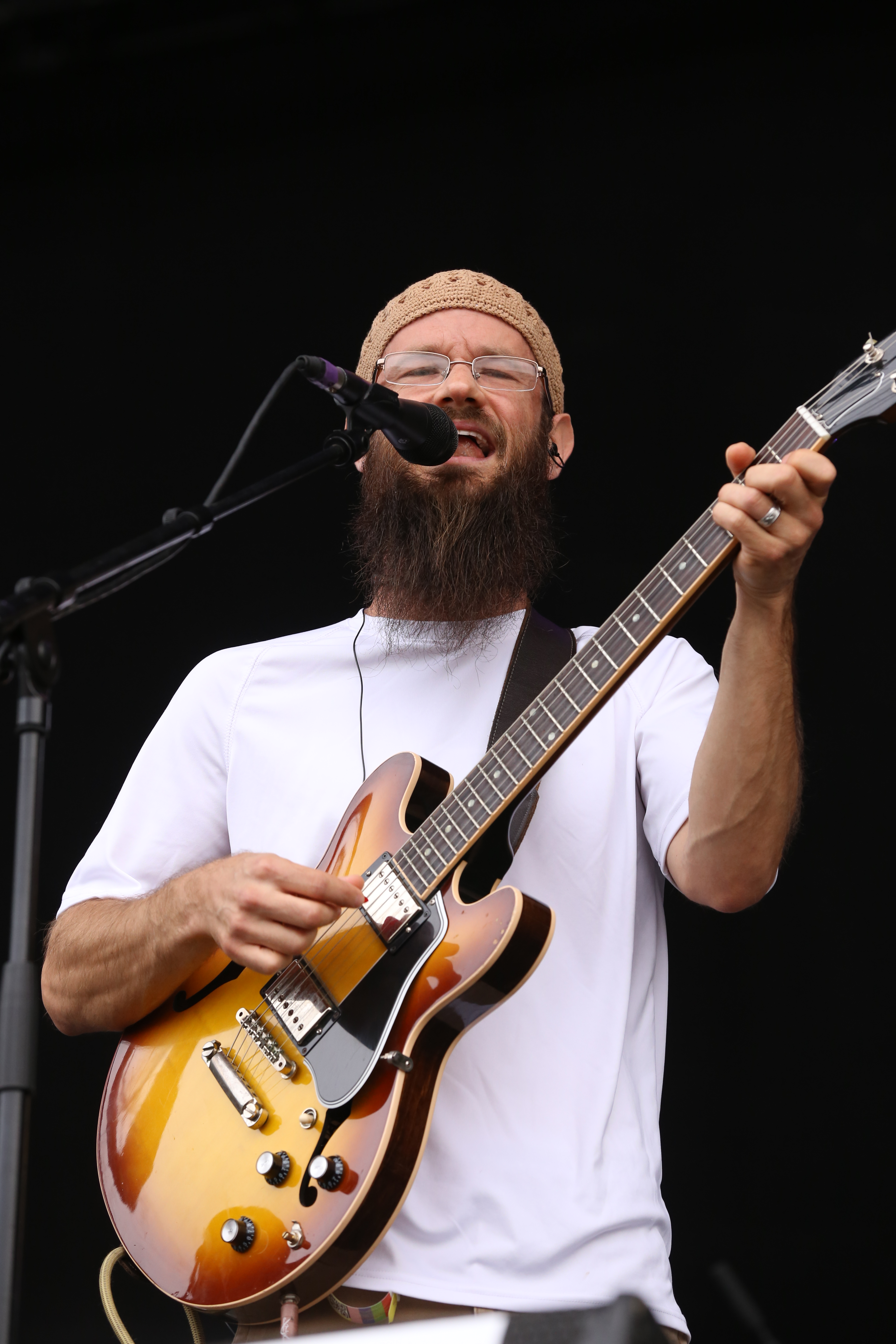
Harrison Stafford (2013).

Studioalbum
- 1999 – Young Tree[3]
- 2001 – Each One Teach One
- 2002 – Hebron Gate
- 2002 – Young Tree (remastrad återutgåva)
- 2004 – We Free Again
- 2005 – Dub Wars
- 2006 – Upon the Bridge
- 2009 – Here I Am
- 2011 – We Dub Again
- 2012 – Building An Ark
- 2014 – A Miracle

Singlar
- 2006 – "Mighty Souls Single"
- 2009 – "You Can Profit" (promo)

Samlingsalbum
- 2011 – The Gathering of the Elders (2002-2009)

Annat
- 2003 – Dragon War (album tillsammans med Don Carlos och The Congos)
- 2008 – Rockamovya (Harrison Stafford, Marcus Urani och Ryan Newman med Will Bernard och Leroy "Horsemouth" Wallace)